# One Piece at a Time
Singles de Johnny Cash
Strawberry Cake
(1976) Sold Out of Flagpoles
(1976)
One Piece at a Time est une chanson humoristique écrite par Wayne Kemp et enregistrée par Johnny Cash en 1976.  Ce serait la dernière chanson enregistré par Cash à atteindre la première place  sur le Billboard Hot Country Songs.